# Camoira (Lugo)
Camoira (llamada oficialmente Santo Estevo de Camoira) es una parroquia y una aldea española del municipio de Lugo, en la provincia de Lugo, Galicia.

## Otras denominaciones
La parroquia también es conocida por los nombres de San Estebo de Camoira y San Estevo de Camoira.

## Organización territorial
La parroquia está formada por tres entidades de población:
- Aez
- Camoira
- Maira

## Demografía

### Parroquia
| Gráfica de evolución demográfica de Camoira (parroquia) entre 2000 y 2020 |
|                                                                           |
| Datos según el nomenclátor publicado por el INE.                          |

### Aldea
| Gráfica de evolución demográfica de Camoira (aldea) entre 2000 y 2020 |
|                                                                       |
| Datos según el nomenclátor publicado por el INE.                      |